# 着チャクcheck!
着チャクcheck!（ちゃくちゃくちぇっく）は、静岡エフエム放送 （K-MIX）のラジオ番組及び公式携帯サイトでの着うた・着ボイスの配信サービスである。

## 沿革
- NTTドコモ、auでは2007年12月より、ソフトバンクモバイルでは2008年2月より配信サービスを開始した。
- 2008年1月1日より、本サービス・楽曲を紹介する同名の番組が開始された。
- 2012年11月30日、au向けの「着うたフル」の配信を終了[1]。
- 2013年3月28日に番組が終了、月末を以って配信サービスを終了した。

## 留意点
管理委託先の方針により、携帯電話を機種変更した場合（同一キャリアの場合を含む）、SDカードに保存した楽曲を新しい端末で聴くことができない仕様である。

## 配信内容
いずれも着うた又は着うたフルで有料配信されている。
2009年6月現在。

### 着ボイス
- 廣木弓子 - 「ヒッヒッヒッヒッヒー」
- 高原由香子
- 小林千穂
- 東城佑香
- 河村由美
- 宮本淳子
- 高橋正純
- 柴田聡
- 神谷幸恵
- 久保ひとみ
- ボサノバカサノバ（Sho1、吉澤秀人）

### 番組ジングル
- K-MIXのステーションジングル（5パターン）
- K-MIXステーションジングル2009
- K-MIX 2ストライク1ボール（2パターン）
- SHIZUOKA TOP40（2パターン）
- K-MIX Radio the Boom!（2バージョン）
- K-MIX WEEKEND ヤッホー!!（2パターン）
- K-MIX CARAMEL POCKET - 「メシ・リク」

### 着うた・着うたフル
- ボサノバカサノバ
- K-MIX 8×8
  - 京太朗と晴彦
  - カミナリグモ - カヴァー企画「カミナリズム」
  - ズータンズ
- Dew
- APOGEE
- 神谷幸恵の独立宣言 - オーディションファイナリスト